# Labécède-Lauragais
Labécède-Lauragais é uma comuna francesa na região administrativa de Occitânia, no departamento de Aude. Estende-se por uma área de 19,96 km². Em 2010 a comuna tinha 413 habitantes (densidade: 20,7 hab./km²).